# Вітале II Мікель
Вітале II Мікеле (Мікель) (італ. Vitale II Michel) — 38-й венеційський дож у 1156—1172 роках.

## Біографія
Належав до найдавніших, так званих дванадцяти апостольських, родин Венеції. Стосовно батьків є дискусія: за однією версією онук дожа Доменіко Мікеле і син Мікеле (Леахіма), а за іншою — син судді Андреа Старшого Мікеле. Ймовірно займався банківськими операціями, надавав позики під гарантії, представлені землями та соляними копальнями.
1156 року обирається дожем. Того ж року він видав свій перший документально підтверджений акт: концесію консорціуму приватних осіб щодо експлуатації державних активів Венеції, розташованих у Константинополі. Невдовзі стикнувся з повстання у місті Зара, яке підтрмав угорський король Геза II. Як наслідок було вигнано венеційського ректора (правителя) Зари Доменіко Морозіні. Спроба дожа повернути місто під контроль зазнало невдачі. При цьому виник конфлікт між Вітале II Мікель з Енріко Дандоло, патріархом Градо, який як примас Далмації, претендував на Зару.
1159 року підтримав папу римського Олександра III у протистоянні з антипапою Віктором IV, що опирався на підтримку імператора Фрідріха I. Фактично Венеція стала на бік Ломбардської ліги, що пручалася абсолютистським амбіціям Гогенштауфена. Падуя, Верона та Феррара, які були вірні імператорові, напали на венеційську фортецю Кавардзере, але були легко розбиті, а венеційці навпаки захопили міста Аріано-нель-Полезіне й Адрія. В свою чергу Фрідріх I спонукав аквілейського патріарха Ульріха II фон Треффена до нападу на Енріко Дандоло, патріарха Градо, союзника Венеції. Цей напад також провалився і лише призвів до того, що фон Треффен потрапив у полон (був звільнений за викуп) й Аквілеї довелося сплачувати щорічну данину Венеції – десяток свиней щорічно у середу перед Великим постом. За цим було відбито напад загонів Тревізо на Каорле. Фрідріх I в свою чергу спонукав Пізу та Генуї перервати венеційську торгівлю у морях.
Восени того ж року дож відновив владу Венеції над Зарою. Невдовзі після цього Вітале II Мікель запровадив прямий венеціанський контроль над стратегічними містами Далмації та Кварнера, призначивши своїх синів Леонардо та Нікколо ректорами Херсо та Луссіно й Арбе відповідно, а Бартоломео та Гвідо Доймо — ректорами Вельї.
1164 року візантійський імператор Мануїл I почав зменшувати привілеї Венеції та покращувати становище її суперників: Пізи, Генуї та Амальфі. Він також захопив значну частину узбережжя Далмації у Стефана III, короля Угорщини, відновивши фему Далмація, що стало ще одним подразником для Венеції. Але дож насамперед зосередився на проти стоянні імператорові Священної Римської імперії. 1164 року Венеція спонсорувала створення Веронської ліги, а Вітале II на 11 років поступитися доходами ринку Ріальто тим венеціанським громадянам (насамперед Себастьяно Дзіані й Оріо Мастроп'єро, які фінансували членів ліги за рахунок позик у 1150 срібних марок.
1 грудня 1167 року у Венеції було створено оновлену Ломбардську лігу за рахунок приєднання до неї Веронської ліги. При цьому венеційські купці отримали привілеї  в Антіохійському князівстві від Боемунда III. В тому ж році було домовлено про шлюб синів дожа Леонардо і Нікколо за доньками Деси Вукановича, колишнього великого жупана Рашки, і угорського короля Ласло II.
1168 року схвалив перетворення ради мудрих на малу раду, що швидко перетворилася на важливий державний орган. Перше відоме рішення останньої було прийнято у 1172 році.
Водночас дож негативно відреагував на повстання Анконської респбліки проти Священної Римської імперії. У свою чергу імператор Мануїл I намагався повернути прибережну Далмацію під свій прямий контроль і підштовхнув анконців до серії піратських акцій в Адріатиці, які, однак, були швидко придушені флотом Венеції, в той час як Республіка у відповідь перервала торгівлі відносини з Візантією. У 1170 році дож відправив посольство на чолі із Себастьяно Дзіані та Оріо Мастроп'єро до візантійського імператора Мануїла I, які зуміли зменшити напруженість між венеціанцями та візантійцями та відновити колишній стан речей.
12 березня 1171 року, після підпалу генуезької колонії Галата, в якій звинуватили венеційців, імператор наказав заарештувати всіх венеційських громадян, що перебували на території Візантійської імперії та конфіскувати усі їх товари та майно. Це спровокувало війну з Візантією. 
Для фінансування війни було засновано шість округів Венеції для оподаткування венеціанських громадян: Сан-Марко, Сан-Поло, Санта-Кроче, Дорсодуро, Кастелло та Каннареджо. У вересні 1171 року дож на чолі флоту у 100 галер і 20 «круглих» кораблів атакував візантійські володіння: спочатку пограбовано було Трогір, Дубровник здався (тут було поставлено венеційського ректора), а потім взяли в облогу Халкіду на о.Евбея. Тут почалися перемовини, а дож з флотом рушив до острова Хіос, потім перебрався до Парги й зрештою Лемноса і Скіроса. Тут спалахнула чума, від чкої померло багато венеційців. Також відбувалися постійні сутички з візантійцями. Три венейційських посольства не дали результату.
Зрештою перемовини провалилися й Вітале Мікеле повернувся до Венеції. Тут 28 травня 1172 року він постав перед судом Генеральної Асамблеї. Його звинуватили у втратах значної частини флоту, в  довірливості стосовно візантійців та принесенні чуму назад до міста. Асамблея була проти нього, і розлючений натовп зібрався біля палацу дожів. Він спробував втекти до монастиря Санта-Дзаккарія через Солом'яний міст, але біля калле делла Рассе Вітале Мікеле було вбито Марко Кассолі. Останнього невдовзі було схоплено й страчено, його будинок знесено, а на цьому місці заборонено було зводити будівлі.
Був одружений на Феліції Марії, доньці Боемунда I, князя Антіохії, від якої мав сина синів: Нікколо, що одружився з Марією, донькою угорського короля Ласло II, та Леонардо.